# Geschichte der Nördlichen Zhou-Dynastie
Die Geschichte der Nördlichen Zhou-Dynastie (chinesisch 周書 / 周书, Pinyin Zhōushū) ist die offizielle Geschichte der Nördlichen Zhou-Dynastie (chinesisch Bei Zhou 北周), d. h. der Zhou-Dynastie von Nordchina (der Xianbei). Sie umfasst die Jahre 557–581. Das Werk zählt zu den offiziellen chinesischen Geschichtswerken im Kanon der 24 Dynastiegeschichten. Das Werk wurde von dem Historiker Linghu Defen (583–666) aus der Tang-Dynastie zusammengestellt und im Jahr 636 fertiggestellt. Es besteht aus 50 Kapiteln, von denen einige verloren gegangen und durch andere Quellen ersetzt worden sind. Das Buch wird dahingehend kritisiert, dass es versucht, die Vorfahren der Beamten der Tang-Dynastie aus dieser Zeit zu verherrlichen.